# Wilhelm Vierling
Wilhelm Vierling (* 3. März 1885 in Weiden in der Oberpfalz; † 13. September 1974 ebenda) war ein deutscher Bildhauer und Maler. Als Schüler der Münchner Akademie studierte er unter anderem bei Martin von Feuerstein. Er war dabei Kommilitone des Malers Leo Götz, der ebenfalls aus Weiden stammte und dessen Schwester Therese Götz er im Jahr 1911 heiratete.
Wichtige Werke waren die Innengestaltung der Kirche St. Josef in Zusammenarbeit mit Franz Hofstötter, St. Sebastian in Weiden und der Crucifixus über dem Chor der Stadtkirche St. Marien in Hof.